# Bataille de Cambrai (1917)
Pour les articles homonymes, voir Bataille de Cambrai.
Première Guerre mondiale
Batailles
Front d'Europe de l’Ouest
- Liège (8-1914)
- Namur (8-1914)
- Frontières (8-1914)
- Anvers (9-1914)
- Grande Retraite (9-1914)
- Marne (9-1914)
- Course à la mer (9-1914)
- Yser (10-1914)
- Messines (10-1914)
- Ypres (10-1914)
- Givenchy (12-1914)
- 1re Champagne (12-1914)
- Hartmannswillerkopf (1-1915)
- Neuve-Chapelle (3-1915)
- 2e Ypres (4-1915)
- Colline 60 (4-1915)
- Artois (5-1915)
- Festubert (5-1915)
- Quennevières (6-1915)
- Linge (7-1915)
- 2e Artois (9-1915)
- 2e Champagne (9-1915)
- Loos (9-1915)
- Verdun (2-1916)
- Redoute Hohenzollern (3-1916)
- Hulluch (4-1916)
- 1re Somme (7-1916)
- Fromelles (7-1916)
- Arras (4-1917)
- Vimy (4-1917)
- Chemin des Dames (4-1917)
- 3e Champagne (4-1917)
- 2e Messines (6-1917)
- Passchendaele (7-1917)
- Cote 70 (8-1917)
- 2e Verdun (8-1917)
- Malmaison (10-1917)
- Cambrai (11-1917)
- Bombardements de Paris (1-1918)
- Offensive du Printemps (3-1918)
- Lys (4-1918)
- Aisne (5-1918)
- Bois Belleau (6-1918)
- 2e Marne (7-1918)
- 4e Champagne (7-1918)
- Château-Thierry (7-1918)
- Le Hamel (7-1918)
- Amiens (8-1918)
- Cent-Jours (8-1918)
- 2e Somme (9-1918)
- Bataille de la ligne Hindenburg
- Meuse-Argonne (10-1918)
- Cambrai (10-1918)

Front italien
Front d'Europe de l’Est
Front des Balkans
Front du Moyen-Orient
Front africain
Bataille de l'Atlantique

La bataille de Cambrai, qui s'est déroulée du 20 novembre au 7 décembre 1917, est un affrontement militaire de la Première Guerre mondiale entre les forces britanniques et allemandes. Elle est particulièrement remarquable en raison de l'utilisation innovante des chars par l'armée britannique, qui a marqué un tournant dans la tactique de guerre moderne. La première attaque britannique a réussi à percer les lignes allemandes et à s'emparer de positions stratégiques, notamment le Saillant de Bourlon. Mais malgré des gains initiaux importants, l'armée allemande a rapidement réagi en lançant une contre-attaque efficace qui a entraîné de lourdes pertes des deux côtés. La bataille a illustré les défis de la guerre de mouvement et la difficulté de conserver une longueur d'avance face à une défense bien organisée. Le conflit a eu un impact considérable sur la stratégie militaire des nations impliquées et a contribué à façonner le cours de la guerre.

## Contexte
À la mi-novembre 1917, les hostilités dans les Flandres se sont apaisées alors que la troisième bataille d'Ypres touchait à sa fin. Au printemps 1917, la quatrième armée britannique a pris position derrière les lignes allemandes en retraite, qui sont désormais organisées en un important système défensif connu sous le nom de Siegfried Stellung, ou ligne Hindenburg, comme l'appellent les Britanniques.Les services de renseignement allemands avaient toujours supposé que les Alliés continueraient à mener leurs attaques dans cette région jusqu'à ce que l'aggravation du climat hivernal mette un terme aux opérations. On pensait alors qu'aucune autre opération d'envergure ne serait menée à l'ouest cette année-là. Une proposition d'attaque sur le front de Cambrai avait en effet été discutée entre les commandants en chef britannique et français le 24 avril 1917, alors que la bataille d'Arras était toujours en cours et que Douglas Haig souhaitait empêcher l'arrêt des opérations offensives françaises. Le général Nivelle avait précédemment proposé un plan selon lequel ses forces attaqueraient de part et d'autre de Saint-Quentin, en conjonction avec une attaque britannique sur la position Hindenburg dans les environs d'Havrincourt.

## Utilisation de chars d'assaut
En août, le général de brigade Elles a planifié une attaque sur Lille à partir du front Festubert-Neuve Chapelle, car les conditions y étaient favorables aux mouvements de chars et les défenses allemandes étaient faibles. Le plan échoua cependant, les renforts nécessaires n'ayant pas pu être fournis. Parallèlement, le lieutenant-colonel Fuller proposa de prendre Saint-Quentin avec deux brigades blindées, quatre divisions (dont deux françaises) et trois divisions de cavalerie. Elles refusa, car une coopération avec les Français pourrait s'avérer problématique. Le 4 août, Fuller élabora un nouveau plan prévoyant une attaque surprise de grande envergure contre l'artillerie ennemie dans la région Banteux-Crévecoeur-Marcoing-Ribécourt, avec l'utilisation de chars et d'avions à basse altitude.
Le même jour, Elles a suscité l'intérêt du brigadier-général J. H. Davidson (division des opérations G.H.Q.) et le 5 août, le colonel J. Hardress Lloyd (commandant de la IIIe brigade blindée) a transmis le plan au général Byng (troisième armée), qui souhaitait intégrer la proposition dans son offensive prévue.  Indépendamment de cela, le brigadier-général H. H. Tudor, commandant de l'artillerie de la 9e division, a élaboré un plan pour une attaque surprise près de Cambrai afin de soulager les opérations d'Ypres qui avaient occasionné des pertes. Il proposait de réduire les préparatifs d'artillerie, de renoncer à l'habituelle coupe du fil de fer par bombardement et de laisser plutôt les chars créer des passages à travers le fil de fer. Ce plan a été élaboré par le brigadier-général H. De Pree et approuvé par le lieutenant-général C. L. Woollcombe (IVe Corps). L'objectif était de prendre l'avant de la ligne Hindenburg et de détruire les forces allemandes qui s'y trouvaient, avec trois divisions, deux brigades de cavalerie, huit brigades d'artillerie de campagne, de l'artillerie lourde et le soutien de chars.
Le 23 août, Woollcombe présenta le plan au commandement de la troisième armée. Le brigadier-général Elles inspecta le front entre le 29 août et le 6 septembre et confirma qu'il était adapté aux opérations de chars. La forêt d'Havrincourt offrait de bonnes caches pour les chars et les canons, et le terrain était adapté aux véhicules, même en cas de pluie. Le plan prévoyait, en cas de succès de l'attaque surprise, de progresser jusqu'au canal de Saint-Quentin. Elles a proposé d'étendre l'attaque, et le général Byng a accepté, car une surprise rapide et complète offrait de grandes chances. Les rapports des services secrets britanniques estimaient que les défenses allemandes entre les deux canaux n'étaient tenues que par deux divisions et que les renforts ne pourraient pas arriver avant 48 heures. Byng prévoyait de combiner des opérations blindées avec des attaques de cavalerie à grande échelle afin de progresser jusqu'à la rivière Sensée et de couper profondément les communications allemandes par Cambrai. Le plan a été approuvé par le haut commandement, mais en raison des combats en cours près d'Ypres, il n'y avait pas assez de troupes disponibles. Byng reçut l'ordre de continuer à élaborer le plan et à faire des préparatifs sans compromettre le secret.

## Plan de la bataille
L'offensive prévue à Cambrai restait incertaine dans un premier temps, car les forces britanniques se concentraient encore sur les combats dans les Flandres. A la mi-septembre, alors que les préparatifs pour le renouvellement de l'offensive dans les Flandres étaient en cours, Douglas Haig a également examiné des plans pour des opérations limitées sur d'autres parties du front. Le 16 septembre, le général Byng Haig présenta le plan d'attaque détaillé pour Cambrai. Il n'était toutefois pas possible de fixer une date pour l'offensive, car les ressources ne permettaient pas de lancer une attaque à Cambrai alors que les combats se poursuivaient à Ypres. De plus, les Français, sous le commandement du général Pétain, ont demandé aux Britanniques de poursuivre leurs attaques à Ypres afin de donner à l'armée française le temps de récupérer. Haig était toutefois déterminé à tenter une attaque le plus tôt possible. Le 13 octobre, il approuva les mesures préparatoires et discuta à nouveau des plans de Byng le 15 octobre. Quatre divisions étaient prêtes et le transfert de trois brigades blindées (moins quatre bataillons) d'autres régions de l'armée avait déjà été approuvé en septembre. Le 26 octobre, le général Byng a tenu une conférence avec ses commandants de corps d'armée pour présenter le plan de bataille.
Le plan d'offensive exposé par le général Byng lors de sa conférence d'armée du 26 octobre est basé sur les lignes générales approuvées par le commandant en chef lors des réunions et discussions précédentes. Douglas Haig, qui avait informé le général Byng que l'offensive s'arrêterait après 48 si les résultats n'étaient pas suffisamment favorables, suggéra un objectif plus précis de dégagement du quadrilatère formé par le canal de Saint-Quentin, la rivière Sensée et le canal du Nord. Le III. Corps doit sécuriser le flanc droit, tandis que le IV. Corps s'empare du bois de Bourlon et de Marquion sur le canal du Nord. 
Le corps de cavalerie doit encercler Cambrai et couvrir l'avancée du cinquième corps vers le nord et le nord-est. L'étape suivante pourrait consister en une avancée vers Douai et Somain, la cavalerie se déplaçant sur Valenciennes puis vers l'est. Le maréchal suggère d'élargir la brèche Masniéres-Marcoing dès le début, en passant par plusieurs divisions de cavalerie le premier jour, et en permettant à l'infanterie de se déplacer audacieusement et rapidement. Des détachements spécialement entraînés de toutes les armes pourraient être affectés à la sécurisation du bois de Bourlon et de Marquion. Le commandant en chef estime que la prise du bois de Bourlon le premier jour de l'offensive est plus importante que celle de Cambrai, car elle permet de couvrir le flanc est et de désorienter l'ennemi.
Le général Byng modifia alors son plan qui, dans sa forme finale, fut publié par la Troisième Armée le 13 novembre. Les trois étapes de l'offensive sont désormais décrites comme suit :
- la percée de la position Hindenburg, la prise des passages de Masniéres et de Marcoing, et la capture de la ligne Masniéres-Beaurevoir au-delà.
- l'avance de la cavalerie, par la brèche ainsi créée, pour isoler Cambrai et s'emparer des passages de la Sensée et de la prise du bois de Bourlon
- le dégagement de Cambrai et du quadrilatère St. Quentin - rivière Sensée - canal du Nord et le renversement des forces allemandes ainsi isolées[5].

L'attaque est prévue sur un front de 9 kilomètres allant de la crête de Bonavis au canal du Nord, avec le III. Corps et le IV. Corps. Des attaques mineures, des bombardements et des démonstrations sont prévus pour maintenir l'ennemi dans le doute et l'empêcher d'amener des renforts d'autres secteurs. Deux objectifs sont identifiés pour l'assaut des chars et de l'infanterie : la ligne bleue, qui comprend la zone d'avant-poste et les tranchées de l'ennemi, et la ligne brune, qui englobe le système de soutien de Flesquiéres.Le III. Corps devait construire un flanc défensif le long de la crête de Bonavis, forcer les passages du canal à Masniéres et Marcoing, et occuper les défenses de Masniéres-Beaurevoir. Le IV. Corps devait avancer vers le nord pour s'emparer de la crête de Bourlon avec une garde avancée de toutes les armes. Pour élargir la brèche dans les défenses ennemies, le III. Corps étendrait son flanc droit au nord-est de Crévecoeur jusqu'à l'éperon de Seranvillers et ensuite jusqu'à La Belle Etoile, en faisant une incursion au sud-est vers Walincourt. Le IV. Corps prolongera la gauche de l'avance de la cavalerie et poussera vers l'ouest contre les positions allemandes qui font face aux VI. et XVII. Corps. Le Vème Corps doit avancer vers le nord-est, en rejoignant la droite du IVème Corps jusqu'à la rivière Sensée et en occupant les positions allemandes. Corps jusqu'à la rivière Sensée et occuper les hauteurs au-delà.
Le corps de cavalerie (lieutenant-général Kavanagh) reçoit des instructions spéciales. Sa première tâche était d'encercler et d'isoler Cambrai, puis de poursuivre et de sécuriser les traversées de la Sensée de Paillencourt à Palluel (inclus), et enfin de sécuriser le flanc droit des troupes engagées dans le nettoyage du quadrilatère et du V. Corps au fur et à mesure qu'il avançait. On pouvait s'attendre à ce que la cavalerie commence à traverser le canal et la ligne Masniéres-Beaurevoir à tout moment après zéro heure plus 44 heures. Le général Kavanagh devait se tenir informé des progrès de l'infanterie et ordonner à son corps de se porter en avant dès qu'il le jugerait opportun.Le III. Corps prévoit d'utiliser les 12e, 20e et 6e Divisions, de droite à gauche, pour l'assaut des chars et de l'infanterie sur les deux premiers objectifs. Sur la droite, le flanc défensif sera formé, au début de l'avance, par la 12e division et, plus tard, prolongé par la 20e division avec l'aide des chars. Sur la gauche, des dispositions similaires, également avec l'aide de chars, devaient être prises par la 6e division le long de l'éperon de Premy Chapel, à l'ouest de Marcoing, une précaution en cas d'échec de l'avance du V. Corps. Les deux flancs de la 29e Division seraient ainsi protégés lorsqu'elle sortirait de sa réserve pour traverser le canal et occuper la ligne Masniéres-Beaurevoir, de la lisière est de Masniéres jusqu'à Nine Wood (inclus).
Afin de sécuriser les traversées des canaux avec le moins de retard possible, le III. Corps ordonna que des détachements de chars, ralliés à cet effet, soient envoyés en avant dès que le deuxième objectif serait capturé. Ces chars, qui seraient suivis par l'infanterie plus lente, devaient, selon les instructions du III. Corps, former des têtes de pont à Masniéres et Marcoing et s'emparer des passages entre les deux villages. La réparation et la reconstruction des ponts sont confiées à la 29e Division qui doit également fournir des passages supplémentaires (pontons) du côté ouest de Masniéres.  
La brigade Lucknow (4e division de cavalerie) est chargée d'effectuer un raid vers le sud-est en direction de Walincourt, avec l'appui du 1er bataillon de Northumberland Hussars. La force reçut l'ordre de passer directement par Bonavis et Crévecoeur, en traversant le canal à l'ouest du village. Si la résistance n'est pas possible, l'avance se fera par Masniéres. La 29e division, avec des chars et de l'infanterie, s'emparera des points de passage de Crévecoeur, du village et de l'éperon derrière celui-ci. Cette opération marque la première étape de l'extension du flanc du III. Corps. 
L'attaque principale du IV. Corps entre Beaucamp et le canal du Nord est dirigée vers les 51e et 62e divisions. La 36e division doit suivre le rythme en se déplaçant vers le nord. L'avance à partir du deuxième objectif commencera à Z + 240, quatre heures après zéro. La 1re division de cavalerie, avec une compagnie de chars, tournera Noyelles, Cantaing et Fontaine par l'est et attaquera le village de Bourlon en coopération avec les troupes avancées de la 62e division. La 36e division remontera le système de front Hindenburg depuis le sud. La 1re division de cavalerie avancerait à travers Ribécourt, à l'est de Nine Wood, et le long des deux côtés du canal de Saint-Quentin, traversant à Marcoing. Des détachements occuperont Sailly et Tilloy, au nord-ouest et au nord de Cambrai, et une jonction sera faite avec le corps de cavalerie. Le corps de cavalerie espérait faire avancer au moins deux de ses divisions le premier jour, la 5e division de cavalerie de tête étant prête à se déplacer 24 heures après zéro. L'avance autour du côté est de Cambrai passera par Niergnies, Awoingt, Cauroir et Iwuy, et la rivière Sensée sera tenue de Paillencourt à Aubencheul, pour faire la jonction avec la 1ère division de cavalerie. 

## Défense allemande
Les travaux de la Siegfriedstellung avaient commencé à la fin du mois de septembre 1916. Comme prévu, elle devait mesurer pas moins de 143 kilomètres de long et comprendre plusieurs positions défensives sur une grande profondeur. La Siegfried Stellung comprenait finalement jusqu'à quatre lignes de défense disposées dans une zone de 4 miles de profondeur. Les Alliés les appelèrent « ligne Hindenburg avancée », « ligne Hindenburg principale », « ligne Hindenburg de soutien » et « ligne Hindenburg de réserve ». Dans le secteur situé entre Cambrai et St Quentin, chacune de ces lignes s'étendait globalement du nord au sud, avec une distance d'environ 2 500 mètres entre elles. Lorsque des zones de menace spécifiques étaient identifiées, des tranchées supplémentaires étaient ajoutées, comme la « ligne Marcoing » et la « ligne Cantaing » près de Cambrai. Entre Cambrai et St Quentin, ces lignes exploitaient le canal du Nord et le canal de St Quentin pour créer des obstacles supplémentaires. 
Le premier était en cours de construction au début de la guerre et était en grande partie sec. Le second a été construit par les ingénieurs de Napoléon et comprend le tunnel de Bellicourt, long de 6 km, qui passe sous la ligne de partage des eaux entre l'Escaut et la Somme. Les tranchées avancées de la ligne principale Hindenburg longeaient généralement la rive est des deux canaux, là où leurs tracés convergeaient, et s'étendaient du nord-ouest au sud-est entre Havrincourt et Bantouzelle pour passer d'un canal à l'autre. Au tunnel de Bellicourt, les défenses de la ligne principale de Hindenburg s'étendaient à l'ouest de la ligne du canal pour protéger le « pont » de facto qu'elle constituait, tandis que les barges dans le tunnel lui-même servaient également de logement souterrain à l'épreuve des obus pour la garnison.
Chaque canal était revêtu de murs de briques d'une hauteur pouvant atteindre 3 mètres. Alors que le canal de St Quentin, plus ancien, avait une largeur d'environ 11 mètres, le canal du Nord, plus moderne, a été creusé jusqu'à une largeur de 40 mètres. Des barrages en béton avaient été construits par les Allemands pour retenir l'eau dans certains secteurs, alors qu'ailleurs la boue était profonde. Des fils de fer ont été insérés dans les deux canaux. Là où les canaux traversaient les collines de craie entre Cambrai et St Quentin, des tranchées de 15 à 25 mètres de profondeur avaient été creusées pour renforcer leur valeur en tant qu'obstacles militaires. Deux autres systèmes de tunnels existaient en plus de celui de Bellicourt. À Bellenglise, un tunnel avait été creusé dans le flanc de la colline derrière la position principale de Hindenburg pour abriter environ 3 000 hommes, tandis que plus au sud, le tunnel de Le Tronquoy faisait passer le canal sous les hauteurs, à 5 km au nord de St Ouentin. Au sud de St Ouentin, la ligne longeait la rive orientale de l'Oise, exploitant la rivière et sa large vallée marécageuse comme un obstacle majeur à toute attaque alliée.

## Déroulement de la bataille
Le 20 novembre, à environ 6h30, les Britanniques ont ouvert le feu sur les défenses allemandes avec 1000 pièces d'artillerie, suivies de fumées et de tirs de barrage 270 mètres en avant pour couvrir l'avancée. Bien que les Britanniques se soient efforcés de garder le secret, les Allemands avaient reçu suffisamment d'informations pour être en état d'alerte : Le commandement allemand s'attendait à une attaque sur Havrincourt et à l'utilisation de chars. La force attaquante se composait de six divisions d'infanterie du IIIe corps (lieutenant-général Pulteney) sur la droite et du IVe corps (lieutenant-général Charles Woollcombe) sur la gauche, soutenues par neuf bataillons du Panzerkorps avec environ 437 chars. 
En réserve, une division d'infanterie du IVe corps et les trois divisions du corps de cavalerie (lieutenant-général Charles Kavanagh). La phase initiale de l'attaque est couronnée de succès dans la plupart des secteurs, ce qui laisse présager une victoire imminente. La ligne Hindenburg est percée, avec des avancées atteignant jusqu'à 8 km. Sur la droite, la 12e division (Est) avance jusqu'au bois de Lateau avant de recevoir l'ordre de se retrancher. La 20e division (légère) progresse avec succès à travers La Vacquerie, puis s'empare d'un pont sur le canal de Saint-Quentin à Masnières. Cependant, le pont s'effondra par la suite sous le poids d'un char d'assaut, empêchant ainsi toute nouvelle avancée sur le canal. Dans le secteur central, la 6e Division réussit à s'emparer de Ribécourt et de Marcoing. Cependant, en raison de l'arrivée tardive de la cavalerie, elle est repoussée à Noyelles.
Sur le front du IVe corps, la 51e division (Highland) (major général George Harper) est retenue à Flesquières, son premier objectif, exposant les divisions attaquantes sur chaque flanc à des tirs d'enfilade. Harper avait opté pour une variante locale de l'exercice des chars, s'écartant de l'approche standardisée définie par le Tank Corps. Flesquières est un point particulièrement fortifié de la ligne allemande, entouré d'autres positions défensives solides. Ses défenseurs, sous les ordres du major Krebs, font preuve d'une résistance remarquable face aux chars, près de quarante d'entre eux étant neutralisés par l'artillerie dans les environs 
À l'ouest de Flesquières, la 62e division (2e West Riding) progresse à travers Havrincourt et Graincourt jusqu'à atteindre les bois de la crête de Bourlon, tandis que sur la gauche britannique, la 36e division atteint la route Bapaume-Cambrai. Parmi les chars, 180 étaient hors de combat après le premier jour, bien que seulement 65 aient été détruits. 71 étaient dus à des défaillances mécaniques et 43 à des amerrissages. Les Britanniques subirent environ 4 000 pertes et capturèrent 4 200 prisonniers, ce qui représente la moitié du taux de pertes de la troisième bataille d'Ypres et une avancée plus importante en six heures qu'en trois mois dans les Flandres, mais ils ne purent atteindre la crête de Bourlon.
E 21 novembre, les réserves locales firent de nouveaux progrès. Flesquiéres fut évacuée par ses défenseurs survivants dans les premières heures, et après l'aube, les 51e et 62e divisions continuèrent à avancer, nettoyant le saillant allemand formé par cette résistance le premier jour et portant la marée de l'avance britannique jusqu'à Fontaine-Notre Dame, à un kilomètre et demi au-delà de la ligne des hautes eaux du mois de novembre. l'avance britannique jusqu'à Fontaine-Notre Dame, à un kilomètre et demi au-delà de la laisse de haute mer du goth de novembre. En raison de la pénétration britannique dans le bois de Bourlon et à Fontaine, il y avait une brèche de trois miles de large entre le corps de Walter et celui de Moser. Mais, d'après le témoignage des Allemands, les Britanniques sont restés inactifs au moment où l'occasion se présentait. Sur la droite, peu de terrain a été gagné au cours de la journée et, dans la soirée, trois des divisions de renfort de l'ennemi étaient sur les lieux. L'occasion a été perdue .

### Contre-attaque allemande
Alors que les Britanniques prenaient la crête, des renforts allemands commençaient à arriver. D'ici le 23 novembre, le commandement allemand estimait qu'une percée britannique avait été empêchée et commençait à envisager une contre-attaque, et vingt divisions furent rassemblées dans la région de Cambrai. Les Allemands prévoyaient de reprendre le saillant de Bourlon et d'attaquer également autour de Havrincourt, avec des attaques de diversion pour retenir le IV Corps ; ils espéraient atteindre au moins les anciennes positions sur la ligne Hindenburg. Les Allemands avaient l'intention d'employer les nouvelles tactiques d'une courte période d'artillerie intense suivie d'une attaque rapide utilisant les tactiques d'infiltration Oskar von Hutier, les éléments d'attaque avançant en groupes plutôt qu'en vagues et contournant les fortes oppositions. Trois divisions de Gruppe Arras (Generalleutnant Otto von Moser) devaient effectuer l'assaut initial à Bourlon. Sur le flanc est du saillant britannique, Gruppe Caudry devait attaquer de Bantouzelle à Rumilly pour capturer Marcoing. Gruppe Busigny avança depuis Banteux. Les deux Gruppen avaient sept divisions d'infanterie.
Le VII Corps britannique (Lieutenant-Général Thomas Snow), au sud de la zone menacée, avertit le III Corps des préparatifs allemands. L'attaque allemande commença à 7h00 le 30 novembre ; presque immédiatement, la majorité des divisions du III Corps furent fortement engagées. L'avancée de l'infanterie allemande dans le sud fut inattendue et rapide. Les commandants de la 12e Division (Orientale) et de la 29e Division furent presque capturés, le Brigadier-Général Berkeley Vincent devant se frayer un chemin hors de son quartier général et capturer des hommes des unités en retraite pour tenter d'arrêter les Allemands. Dans le sud, l'avancée allemande s'étendit sur 8,1 mi (13 km) et s'approcha à quelques miles du village de Metz et de son lien avec Bourlon.
À Bourlon, les Allemands subirent de nombreuses pertes. Les unités britanniques affichèrent une détermination téméraire ; un groupe de huit mitrailleuses britanniques tira plus de 70 000 cartouches contre l'avancée allemande. La concentration des efforts britanniques pour tenir la crête fut efficace mais permit à l'avancée allemande ailleurs une plus grande opportunité. Seules les contre-attaques de la Division des Gardes, l'arrivée des chars britanniques et la tombée de la nuit permirent de maintenir la ligne. Le jour suivant, l'élan de l'avancée allemande était perdu, mais la pression du 3 décembre conduisit à la capture allemande de La Vacquerie et à un retrait britannique sur la rive est du canal de Saint-Quentin. Les Allemands avaient atteint une ligne courbée de la crête de Quentin jusqu'à près de Marcoing. La capture par les Allemands de la crête de Bonavis rendit la tenue de Bourlon précaire. Le 3 décembre, Haig ordonna un retrait partiel du saillant nord et, d'ici le 7 décembre, les gains britanniques furent abandonnés, sauf pour une portion de la ligne Hindenburg autour de Havrincourt, Ribécourt et Flesquières. Les Allemands avaient échangé cette perte territoriale contre un secteur légèrement plus petit au sud de la crête galloise.

## Conséquences

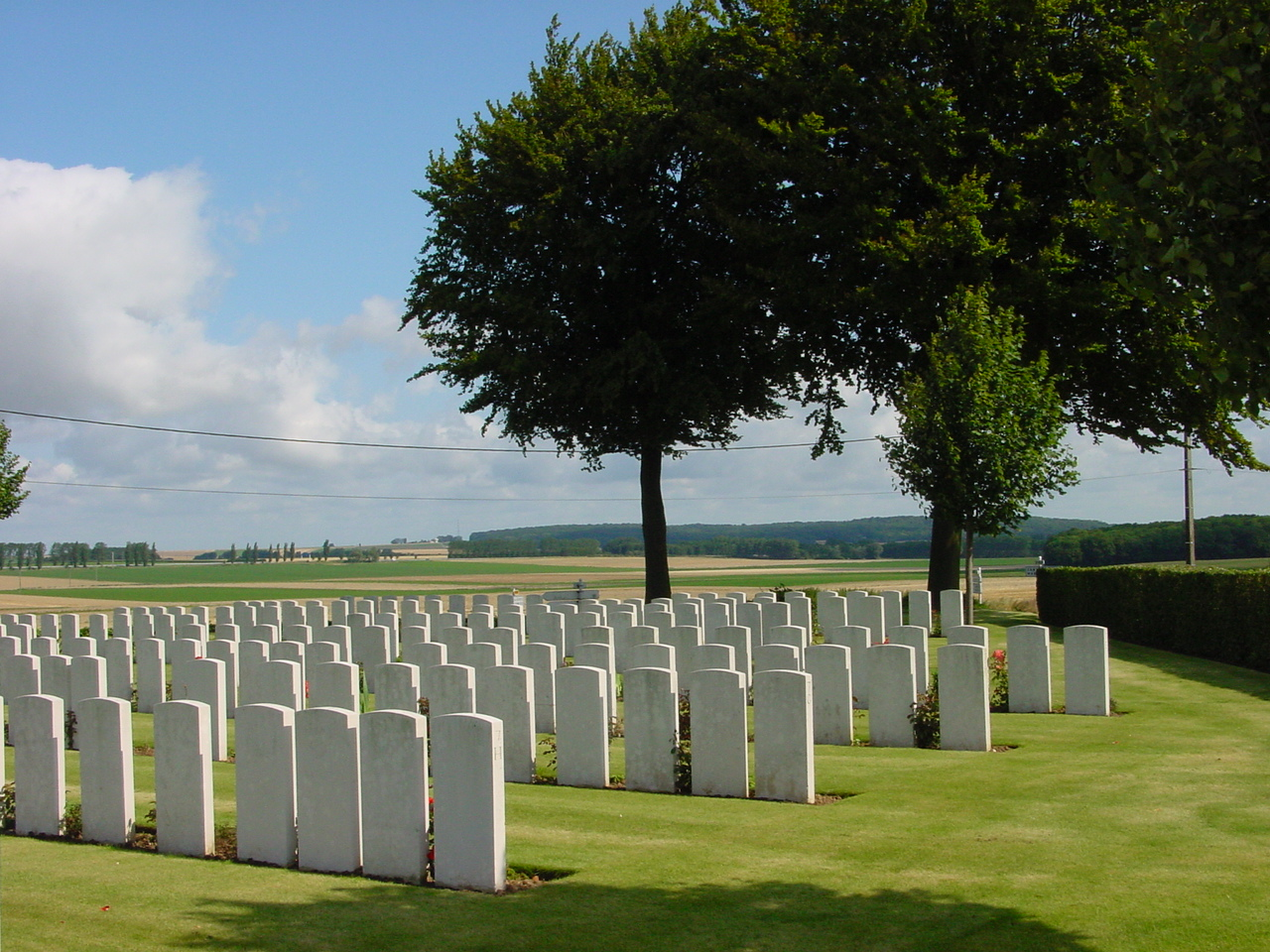
Le cimetière britannique de Flesquières et le bois de Bourlon.

Les pertes humaines s'élèvent à 45 000 hommes de chaque côté. Onze mille Allemands et neuf mille Britanniques furent faits prisonniers. Certaines associations d'anciens combattants ont évoqué un bilan bien plus élevé que les chiffres officiels, s'étonnant que les pertes humaines soient identiques dans les deux camps.[réf. souhaitée]
En termes de gains territoriaux les Allemands récupérèrent un peu plus que ce qu'ils avaient initialement perdu. Malgré ce résultat, la bataille apporta la preuve que les tranchées les mieux défendues ne pouvaient résister à une attaque massive de chars d'assaut. Les Allemands utiliseront durant la bataille de l'Aisne de 1918 cinq chars britanniques récupérés. Les Britanniques virent le parti qui pouvait être tiré des blindés tandis que le commandement allemand constatait de son côté le potentiel des nouvelles tactiques appliquées à l'infanterie, telles que les Sturmtruppen.
Un régiment de l'armée indienne, le Hodson's Horse (en), avait participé à la bataille ; il existe toujours et commémore encore le « Cambrai Day ».

## Galerie

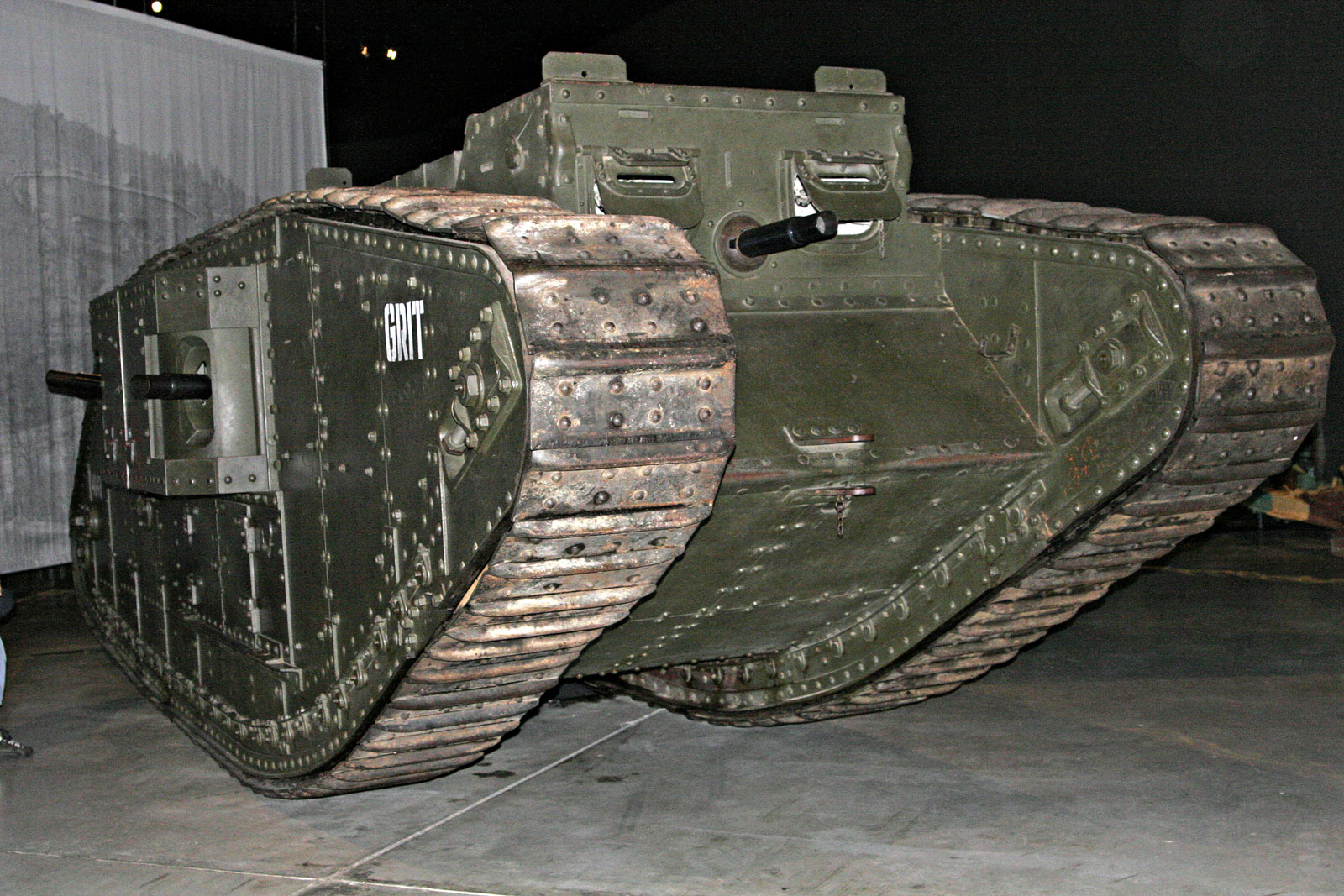
Char britannique Mark IV (Australian War Memorial, Canberra).
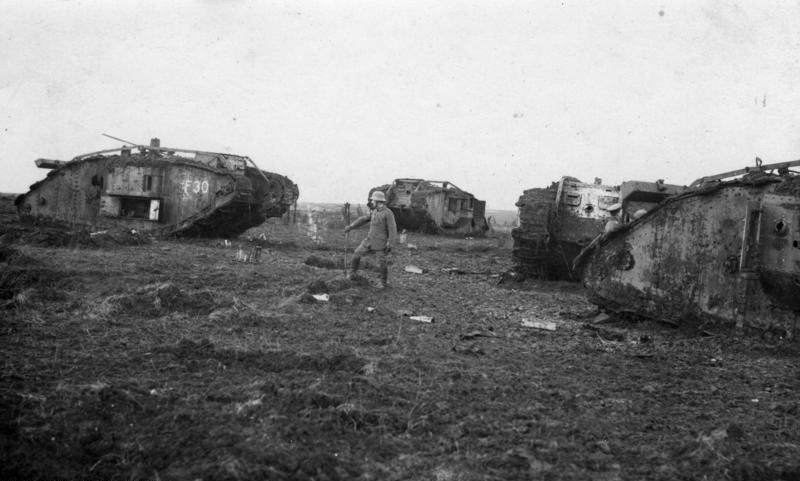
Épaves de chars britanniques, près de Bourlon.
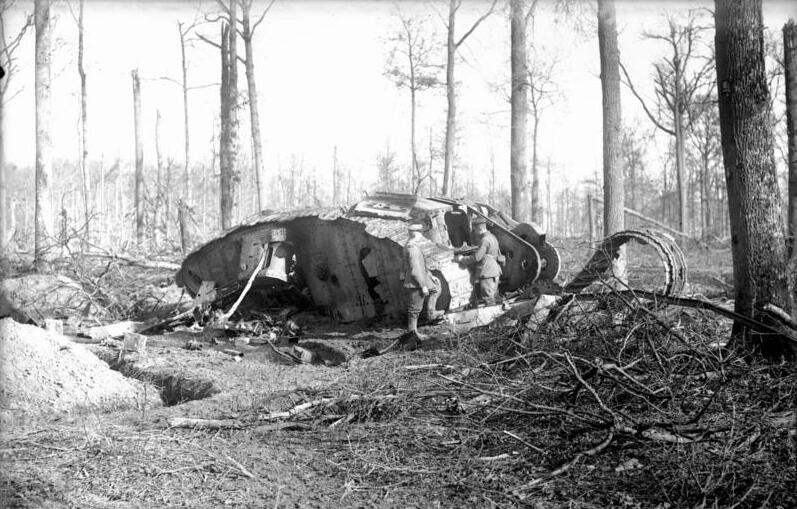
Char britannique détruit dans le bois de Bourlon (novembre 1917).
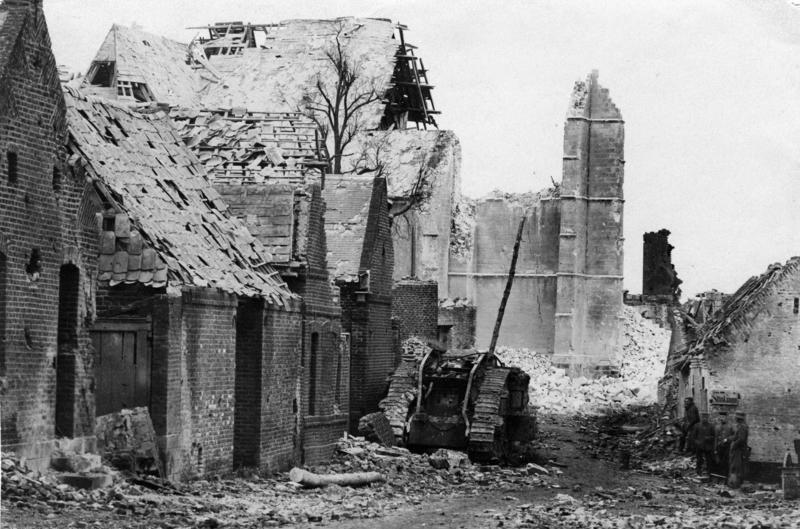
Char anglais détruit dans le village de Fontaine-Notre-Dame (novembre 1917).
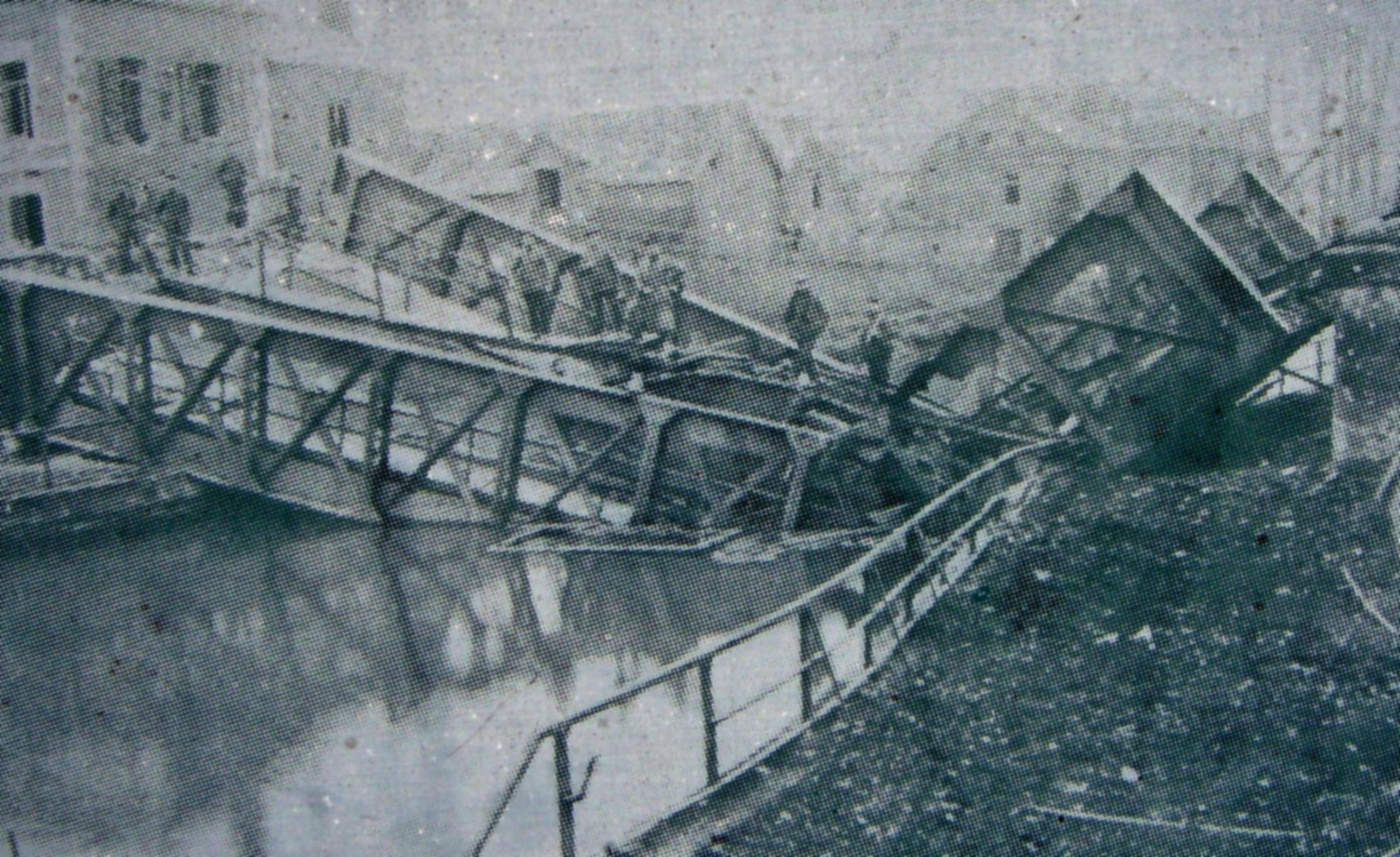
Pont sur le canal de l'Escaut effondré sous le poids du tank britannique Mark IV "Flying Fox II" à Masnières (novembre 1917).

## Lieux de mémoire

### Musées
- Le Centre d'Interprétation Cambrai Tank 1917 à Flesquières

### Monuments
- Le Monument des Nations à Flesquières
- Le Mémorial de Louverval à Doignies
- Le Mémorial terre-neuvien de Masnières

### Cimetières
- Flesquieres Hill British Cemetery
- Orival Wood Cemetery
- Hermies Hill British Cemetery